# Baza lotnicza Volkel
Baza lotnicza Volkel (niderl.: Vliegbasis Volkel, ang. Volkel Air Base) (IATA: UDE, ICAO: EHVK) – baza lotnicza i wojskowy port lotniczy położony w Volkel koło Uden (Holandia).